# Tanytrachelos

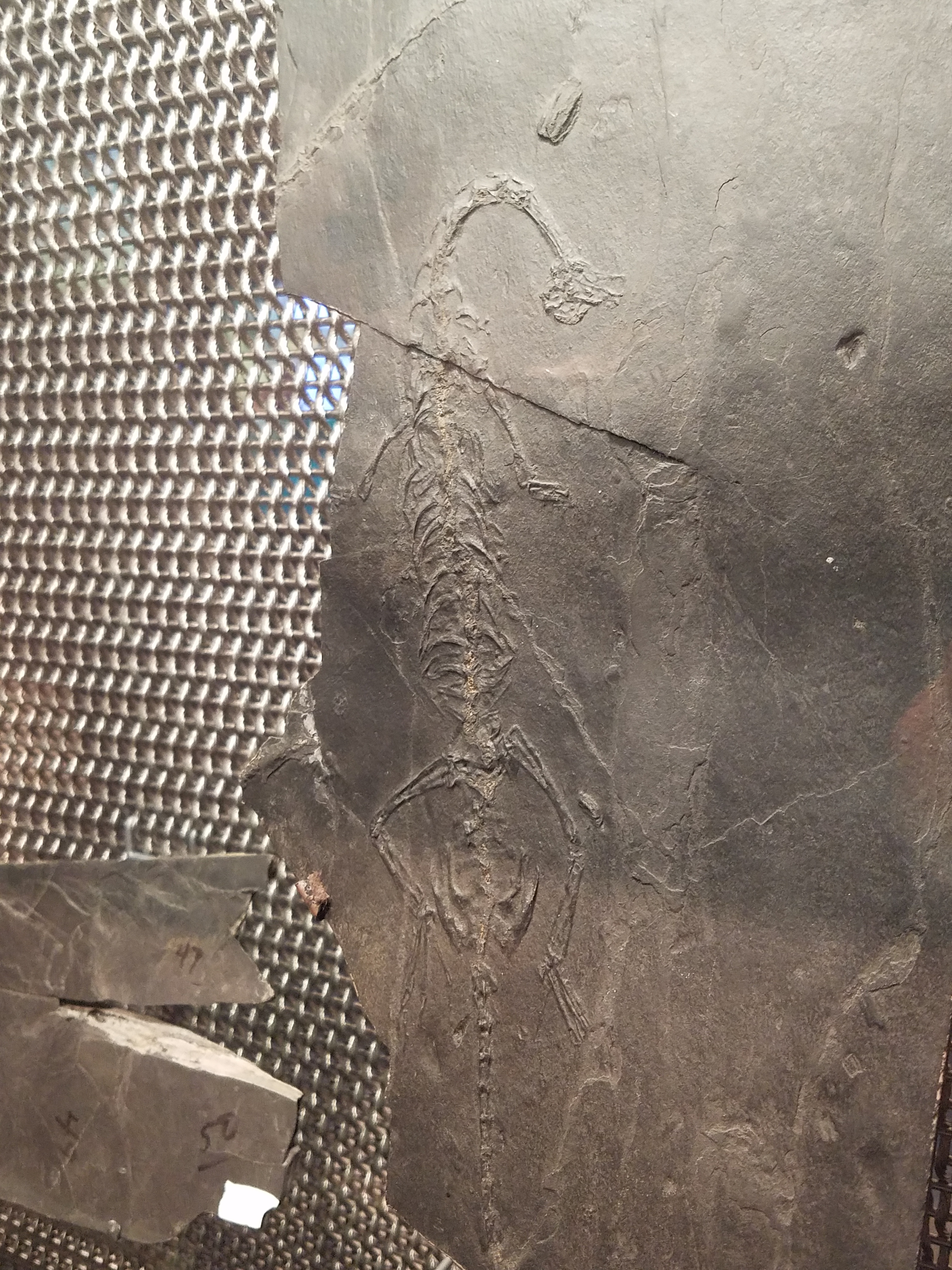
El "tipo A" de Tanytrachelos, considerado como un ejemplar hembra.

Tanytrachelos es un género extinto de reptiles arcosauromorfos tanistrófeidos  del Triásico Superior del este de los Estados Unidos. Este género está representado únicamente por una especie, Tanytrachelos ahynis, la cual es conocida por varios centenares de especímenes fósiles preservados en Solite Quarry en Cascade (Virginia).
Los fósiles de Tanytrachelos fueron encontrados en los sedimentos del lecho de un lago, los que fueron depositados hace 230 millones de años aproximadamente. Algunos fósiles están muy bien preservados e incluyen pequeños restos de tejidos blandos.

También se han encontrado restos de Tanytrachelos en la Formación Chinle de Arizona y la Formación Lockatong de Nueva Jersey.